# George Greenia
George D. Greenia, hispanista y editor estadounidense, especialista en la Edad Media hispana.

## Biografía
Profesor de lenguas y literaturas modernas y doctor por la Universidad de Míchigan (1984), es especialista en Edad Media española y editor de la Revista American Pilgrim, revista de los peregrinos a Santiago de Compostela. Estuvo diez años como director del programa de Estudios Medievales y Renacentistas del College William and Mary en Williamsburg, Virginia. Fue el fundador del Instituto de Estudios sobre Peregrinaje en dicha universidad. También ha trabajado en la St. John's University de Minnesota. 
Editor de La Corónica, revista de medievalistas, fue nombrado comendador de la Orden de Isabel la Católica. Ha escrito libros de texto de aprendizaje del español y publicado numerosos artículos sobre Medievalismo hispánico. 
Es un activo miembro de Equality Virginia, un grupo pro derechos gay y antidiscriminación sexual de ese Estado.

## Obras
- The Tragicomedia as a Canonical Work. Actas of the International Symposium 1502-2002: Five Hundred Years of Fernando de Rojas's" Tragicomedia de Calisto y Melibea", 18-19 October, 2002. NY: Hispanic Society of America.
- "The Bigger the Book: On Oversize Medieval Manuscripts". Special Issue on Manuscript Studies, Keith Busby, Guest Editor. Revue Belge de Philologie et d’Histoire.
- "Castilian Writers, 1200-1300". Eds. Frank A. Domínguez and George D. Greenia. Dictionary of Literary Biography, 3 vols. Detroit: Gale, 2004, 2005.
- Generaciones: Composición y conversación en español (textbook, workbook, instructor's manual, listening casette tape, computer disks).

## Premios
- Premio del Editor Distinguido 2007[3]
- Encomienda de la Orden de Isabel la Católica[4]